# La negociación
La negociación es una película documental colombiana de 2018 dirigida por Margarita Martínez Escallón. Mediante entrevistas e imágenes, el documental relata los pormenores del proceso de paz llevado a cabo entre el Gobierno de Colombia y la guerrilla de las FARC, liderado por el entonces presidente Juan Manuel Santos.

## Sinopsis
El documental presenta, mediante contenido audiovisual y entrevistas con los principales implicados, el tortuoso y difícil proceso de paz celebrado entre el gobierno colombiano y el antiguo grupo guerrillero de las FARC.

## Recepción
La negociación ha recibido reseñas mixtas de parte de la crítica especializada. Mauricio Reina del diario El Tiempo afirmó que "es un documental cumplidor que hace un buen recuento del proceso, aunque a veces titubea en cuestiones de énfasis y foco". André Didyme de Rolling Stone Colombia se mostró muy crítico al respecto, asegurando que es "un nuevo documental sobre el proceso de paz en Colombia que no aporta nada nuevo", dándole 1 estrella y media de 4 posibles.